# Kobylany (Stary Garbów)
Kobylany – część wsi Stary Garbów w Polsce, położona w województwie świętokrzyskim, w powiecie sandomierskim, w gminie Dwikozy.
W latach 1975–1998 Kobylany administracyjnie należały do województwa tarnobrzeskiego.